# Flower Song
《Flower Song》為日本團體放浪兄弟於2013年6月19日發行的第42張單曲。

## 解說
- 與前作《放浪榮耀 ～因為如此深愛這世界～》相隔約2個月。為2013年第2彈單曲。
- 以「CD+DVD」、「CD ONLY」两种版本发行。CD中收录两首歌曲及其伴奏。DVD收录A面曲的Video Clip。
- 標題曲為日本電視台連續劇《35歲的高中生》主題曲。
- B面曲為ATSUSHI的個人專輯《Solo》的大中華地區版本的特典，翻唱自台灣歌手周杰倫的歌曲《說了再見》，日文版的標題為〈Real Valentine〉，首次於日本國內發行。

## 發行版本
- CD+DVD
- CD ONLY

## 曲目
CD
1. Flower Song
作詞：ATSUSHI，作曲：Magnus Funemyr・野村陽一郎，編曲：Magnus Furemyr
日本電視台連續劇《35歲的高中生》主題曲
2. Real Valentine
作詞：方文山，日本語詞：ATSUSHI，作曲：周杰倫，編曲：林田雄一
3. Flower Song (Instrumental)
4. Real Valentine (Instrumental)

DVD
1. Flower Song (Video Clip)